# Fritz Schneider (Skispringer)
Fritz Schneider (* 2. September 1928) ist ein ehemaliger Schweizer Skispringer.
Schneider trat zwischen 1953 und 1956 bei insgesamt vier Springen im Rahmen der Vierschanzentournee an. Sein Debüt gab er am 6. Januar 1953 in Innsbruck, wo er am Ende auf den 10. Platz sprang. Fünf Tage später sprang er in Bischofshofen auf den 18. Platz. Auch 1954 konnte er in Bischofshofen mit Platz 15 noch einmal unter die besten zwanzig springen. Sein letztes internationales Springen bestritt Schneider am 1. Januar 1956 in Garmisch-Partenkirchen, wo er den 34. Platz erreichte. Anschliessend beendete er seine aktive internationale Skisprungkarriere. Seinen grössten Erfolg erreichte Schneider bei der 2. Skiflugwoche in Oberstdorf 1951, bei der er mit einem neuen Schweizer Rekord über 133 Meter den zweiten Rang in der Gesamtwertung erreichte.